# Besmir Bojku
Besmir Bojku (in macedone Бесмир Бојку?; Velešta, 3 gennaio 1995) è un calciatore macedone, centrocampista dello Struga.

## Biografia
La famiglia di Besmir Bojku appartiene alla comunità albanese della Macedonia del Nord.

## Carriera

### Club
Ha giocato nella massima serie del campionato macedone con il Makedonija G.P..

### Nazionale
Ha giocato nelle nazionali giovanili macedoni Under-19, Under-20 ed Under-21.
Il 18 giugno 2014 esordisce con la nazionale macedone nell'amichevole contro la Cina persa per 2-0.

## Palmarès

### Club

#### Competizioni nazionali
- Campionato macedone: 2

Škendija: 2017-2018, 2018-2019
- Coppa di Macedonia: 2

Škendija: 2015-2016, 2017-2018